# Symphonie no 4 de Henze
Pour les articles homonymes, voir Symphonie no 4.
La Symphonie no 4 est une symphonie en un mouvement du compositeur allemand Hans Werner Henze. Cette symphonie reconstituée résulte de l'association de passages musicaux inutilisés de son opéra Le Roi cerf à la suite de sa révision en 1960-62, certains repris tels quels, d'autres réorchestrés. Elle fut créée en 1963 au festival de Berlin sous sa propre direction.

## Analyse de l'œuvre
En un seul mouvement divisé en cinq parties.
1. Prélude - Genesis
2. Introduzione e sonata
3. Variazioni
4. Capriccio
5. Ricercar